# Wiktorija Safonowa
Wiktorija Andriejewna Safonowa, ros. Виктория Андреевна Сафонова (ur. 8 maja 2003 w Moskwie) – rosyjska łyżwiarka figurowa reprezentująca Białoruś, startująca w konkurencji solistek. Uczestniczka igrzysk olimpijskich (2022), uczestniczka mistrzostw Europy, zwyciężczyni zawodów z cyklu Challenger Series, dwukrotna mistrzyni Białorusi (2020, 2021).

## Osiągnięcia
| Zawody                                | Rosja          | Rosja          | Białoruś       | Białoruś       | Białoruś       |                |                |                |                |                |                |                |                |                |                |                |                |
| Zawody                                | 17–18          | 18–19          | 19–20          | 20–21          | 21–22          |                |                |                |                |                |                |                |                |                |                |                |                |
| Międzynarodowe                        | Międzynarodowe | Międzynarodowe | Międzynarodowe | Międzynarodowe | Międzynarodowe | Międzynarodowe | Międzynarodowe | Międzynarodowe | Międzynarodowe | Międzynarodowe | Międzynarodowe | Międzynarodowe | Międzynarodowe | Międzynarodowe | Międzynarodowe | Międzynarodowe | Międzynarodowe |
| ------------------------------------- | -------------- | -------------- | -------------- | -------------- | -------------- | -------------- | -------------- | -------------- | -------------- | -------------- | -------------- | -------------- | -------------- | -------------- | -------------- | -------------- | -------------- |
| Zimowe igrzyska olimpijskie           |                |                |                |                | 13             |                |                |                |                |                |                |                |                |                |                |                |                |
| Mistrzostwa świata                    |                |                | C              | WD             |                |                |                |                |                |                |                |                |                |                |                |                |                |
| Mistrzostwa Europy                    |                |                | 14             | C              | 8              |                |                |                |                |                |                |                |                |                |                |                |                |
| GP Rostelecom Cup                     |                |                |                | 8              | 7              |                |                |                |                |                |                |                |                |                |                |                |                |
| CS Finlandia Trophy                   |                |                |                |                | 8              |                |                |                |                |                |                |                |                |                |                |                |                |
| CS Golden Spin of Zagreb              |                |                | 2              |                |                |                |                |                |                |                |                |                |                |                |                |                |                |
| CS Memoriał Dienisa Tiena             |                |                |                |                | 1              |                |                |                |                |                |                |                |                |                |                |                |                |
| CS Nebelhorn Trophy                   |                |                |                |                | 3              |                |                |                |                |                |                |                |                |                |                |                |                |
| CS Warsaw Cup                         |                |                | 7              |                |                |                |                |                |                |                |                |                |                |                |                |                |                |
| Minsk-Arena Ice Star                  |                |                |                | 1              | 1              |                |                |                |                |                |                |                |                |                |                |                |                |
| Tallink Hotels Cup                    |                |                | 3              |                |                |                |                |                |                |                |                |                |                |                |                |                |                |
| Volvo Open Cup                        |                |                | 1              |                |                |                |                |                |                |                |                |                |                |                |                |                |                |
| Winter Star                           |                |                |                | 1              |                |                |                |                |                |                |                |                |                |                |                |                |                |
| Międzynarodowe: Kategorie młodzieżowe |                |                |                |                |                |                |                |                |                |                |                |                |                |                |                |                |                |
| Minsk-Arena Ice Star                  |                | 1 J            |                |                |                |                |                |                |                |                |                |                |                |                |                |                |                |
| Krajowe                               |                |                |                |                |                |                |                |                |                |                |                |                |                |                |                |                |                |
| Mistrzostwa Białorusi                 |                |                | 1              | 1              |                |                |                |                |                |                |                |                |                |                |                |                |                |
| Mistrzostwa Rosji juniorów            | 14             | 8              |                |                |                |                |                |                |                |                |                |                |                |                |                |                |                |